# In de ban van de bom
In de ban van de bom (Engelse titel: The Zap Gun) is een sciencefictionroman uit 1971 van de Amerikaanse schrijver Philip K. Dick.

## Synopsis
Het verhaal speelt zich af op de aarde in het toen toekomstjaar 2004 waarbij nog steeds een koude oorlog woedt tussen Amerika (Wes-blok) en de Sovjet-Unie (Gluur-oost). De staatshoofden zijn echter overeengekomen de wapenwedloop met alsmaar gevaarlijkere nucleaire wapens te staken en enkel wapens te bouwen die behalve een gevaarlijk uiterlijk geen enkele functie bezitten. Zo is artikel 207 uit dat wapenarseneel een vervaalrijk uitziend object, maar kan alleen dienen als sigaretten- og potloodhouder. aLars Powderdry is de man die ze ontwerpt voor het Westen en het meisje Lilo Topchev doet hetzelfde voor het Oosten. Als onverwacht een nieuwe vijand uit de ruimte opdaagt en hele steden in een klap van de aardbodem worden weggevaagd, is de wereld volkomen weerloos. Lars Powderdry en Lilo Topchev worden verplicht samen te werken om een wapen te maken dat echt werkt.